# Liliochvostec himálajský
Liliochvostec himálajský (Eremurus himalaicus) je druh rostlin patřící do čeledě asfodelovité (Asphodelaceae). Rostlina dorůstá výšky 120–150 cm. Liliochvostec himálajský byl objeven roku 1811 v pohoří severozápadního Himálaje. Zásobním orgánem je horizontálně se rozrůstající, jednoletý hvězdicovitý útvar složený z 5–8 samostatných kořenů s růstovým vrcholem. Jednodivé kořeny nemají pupeny a po oddělení od vzrostného vrcholu nejsou schopny vytvořit rostlinu. Brzy na jaře vyrůstá mohutná růžice listů dlouhých 50–60 cm. V květnu se objevuje květní stvol s mnoha květy. Zásobní orgány jsou mrazuvzdorné.

## Použití
Tento druh rostlin lze použít jako okrasné rostliny.

## Pěstování

### Nároky
Při pěstování v mírném pásmu (ČR) se daří na slunci. Vhodná je propustná půda. Nesnáší přemokření během vegetačního klidu. Růstový vrchol se umísťuje 2–4 cm pod povrch půdy. 